# Quartier Villejean - Beauregard
Pour les articles homonymes, voir Villejean et Beauregard.
Le quartier Villejean - Beauregard est un quartier périphérique de la ville de Rennes dans le département français d'Ille-et-Vilaine en région Bretagne. Situé au nord-ouest de la ville, il est composé de sous-quartiers :
- Villejean
- Beauregard
- Lande du Breil

## Situation
|                 | Montgermont                                                    | Saint-Grégoire                       |
| Pacé            | Quartier Villejean - Beauregard                                | Rennes, Quartier Nord - Saint-Martin |
| Vezin-le-Coquet | Rennes, Quartier Bourg-l'Évesque - la Touche - Moulin du Comte |                                      |

## Conseils de quartier
Dans chaque quartier administratif de Rennes, est associé au moins un « conseil de quartier ». Il est formé par des représentants de ses habitants régulièrement renouvelés. Ils sont, pour moitié, désignés par tirage au sort des adresses, l'autre moitié étant formée de résidents volontaires. Chaque conseil de quartier coopère avec les élus municipaux via une des six directions des quartiers. 
Le quartier administratif de Villejean - Beauregard (très peuplé et de population plus jeune que le reste de la ville) comprend deux conseils de quartier distincts : un pour le sous-quartier de Villejean et un pour les deux autres sous-quartiers de Beauregard et de la Lande du Breil, dont le développement est plus récent et moins dense.

## Démographie
Le quartier compte 21 983 habitants en 2018, en augmentation de 11 % par rapport à 2011, signe d'un quartier en construction. Dans le détail, 15 477 habitants résident dans le quartier historique de Villejean, un nombre relativement stable depuis 2011, alors que la zone de Beauregard est elle passée de 3 831 habitants en 2011 à 6 170 habitants en 2018. La Lande de Breil compte, quant à elle, 336 habitants la même année,,.  
Selon une étude de l'INSEE, le taux de croissance de la population du quartier est de 1,4 % par an entre 1990 et 2017, un taux supérieur à l'évolution moyenne annuelle pour l'ensemble de la ville de Rennes (0,6%) sur la même période. Cette dynamique démographique est essentiellement due au développement du sous-quartier de Beauregard.
| 2011   | 2012   | 2013   | 2016   | 2017   | 2018   |
| ------ | ------ | ------ | ------ | ------ | ------ |
| 19 749 | 20 361 | 21 066 | 21 757 | 22 083 | 21 983 |

## Villejean
Il s'agit d'un des plus vastes quartiers intra-rocade de Rennes. Ses limites vont de la voie ferrée Rennes - Saint-Malo à l'est, la rocade à l'ouest, l'avenue Charles Tillon au nord, et la rue de Vezin au sud. C'est également le quartier le plus peuplé de la ville avec près de 16 000 habitants. Le métissage culturel est important : on compte aujourd’hui plus de 50 nationalités.

### Histoire
(juillet 2018).

#### Contexte historique
La plus ancienne demeure incontestablement reconnue en tant qu'habitation villejeannaise remonte à 1282. De cette époque reculée jusqu'à l'aube du XXe siècle, l'ensemble du quartier se trouvait pour l’essentiel constitué d’étendues champêtres et de modestes exploitations agricoles.
À la suite des ravages occasionnés par la Seconde Guerre mondiale, les habitations du cœur de la cité rennaise se trouvèrent en proie à une sur-occupation notoire, si bien que les familles, souvent pléthoriques, y étaient reléguées dans des conditions d'exiguïté sévère. Rennes fut dès lors confrontée à une crise du logement d'une ampleur notable, une crise où il devenait impératif de pourvoir au relogement des citadins, tout en accueillant en sus les populations rurales, dont le nombre croissant de migrants contribuait à un exode villageois sans précédent. Ce fut l'aube d'une vaste migration hors des campagnes. L’État, investi dans son rôle de bâtisseur, entreprit alors de colossales opérations d’aménagement urbain, suscitant une transformation durable du paysage architectural de la ville[réf. nécessaire]..

#### Un nouvel urbanisme
En 1952, il fut décidé, par le Conseil municipal, de pourvoir à l'ordonnancement d'une zone encore largement rurale, avec pour dessein l'établissement d'un quartier d'habitation de grande envergure. Ce projet, devant prendre la forme tant de lotissements municipaux que d'édifices collectifs édifiés par les offices publics, réservait de surcroît un espace voué à l'accueil d'une faculté de médecine ainsi que d'une cité universitaire attenante. Le 7 octobre 1959, l'arrêté instaurant la création de la zone à urbaniser en priorité, communément appelée Villejean, fut signé. À cette même époque, l'urbaniste Louis Arretche fut désigné pour superviser la configuration de ce nouvel ensemble, tandis qu'en 1960, Henri Madelain se vit confier le rôle d'architecte en chef. Un plan d'ensemble, mûrement élaboré, fut finalement proposé et reçu la validation des autorités en 1962. 
Le projet susmentionné aspire à l'édification de six mille habitations, dont l'élaboration s’étalera sur une période s’étendant de 1963 à 1975. Cette entreprise se rattache aux grandes manœuvres d'urbanisation que l'on désigne sous le vocable de construction de masse, ambitionnant l'érection de vastes ensembles résidentiels conçus pour accueillir les populations délaissant le cœur historique de Rennes en pleine métamorphose — telles que les rues de Brest, de Nantes, de Saint-Malo, ainsi que Bourg-l'Évesque — et celles provenant des campagnes environnantes. L’objectif primordial, fût-il peu concerné par des considérations esthétiques, réside dans la nécessité de fournir un logement en masse, et ce, dans des délais expéditifs. Au cœur de cette démarche, l’omniprésence de l’automobile, figure emblématique des Trente Glorieuses et parangon de la société consumériste, trouve un écho dans la création pléthorique de parkings, dont l’abondance semble trahir le fait que la multimodalité ne soit point encore une préoccupation d’actualité. Le quartier verra sa consécration en 1968 lors de son inauguration solennelle par le maire de l’époque, Henri Fréville. La même année, une innovation audacieuse prend forme : l'instauration d’un réseau de chauffage urbain, lequel, dans une première expérimentation, se connecte à la toute récente usine d'incinération, prenant ainsi en charge le chauffage de l'intégralité du quartier.
Le premier tracé de ce quartier lui confère une configuration singulière, comparable à une forme de tubercule, dénommée vulgairement « patate ». Il se voit morcelé en six îlots distincts, articulés autour de l’axe central désigné comme la « Voie Triomphale », actuelle Cours Kennedy, laquelle scinde Villejean d’occident en orient, dans le prolongement de ce même Cours Kennedy. À cela s’ajoutent trois artères majeures, disposées transversalement du septentrion au midi, à savoir : le boulevard d’Anjou, l’avenue Winston Churchill et l’avenue Gaston Berger. La disposition symétrique de la Voie Triomphale et de la dalle Kennedy, agencée selon un « effet de miroir », se manifeste par la juxtaposition des commerces en rez-de-chaussée, tandis que des habitations modernes, uniformes et standardisées surplombent ces espaces commerciaux. Il a été décrété que ce quartier devait se concevoir tel une pyramide inversée : les édifices les plus imposants, s’élevant jusqu’à quinze étages, encadrent de part et d’autre la Voie Triomphale ainsi que l’axe Kennedy. Cependant, plus l’on s’éloigne de ces voies, plus les constructions se réduisent en hauteur, jusqu’à aboutir à des pavillons individuels en périphérie. Cet ordonnancement fut imaginé pour permettre à chaque immeuble, de même qu’à chaque logis, de jouir amplement de la clarté solaire au fil du jour. L’essence même de ce quartier se caractérise par la prédominance des grands ensembles résidentiels, tels ceux édifiés aux abords de la dalle Kennedy, véritable point névralgique, ainsi que le long des axes majeurs comme l’avenue Churchill ou encore le Cours Kennedy. Néanmoins, il existe quelques exceptions en marge de cette homogénéité architecturale : des voies plus modestes, bordées de pavillons, notamment aux alentours de la rue de Saint-Brieuc [réf. nécessaire].
Avec l’avènement des Trente Glorieuses et l'essor consécutif de l’industrie, la cité rennaise se voit progressivement investie par un afflux croissant d’établissements industriels, symbole d’un âge d’or économique alors en pleine floraison. En 1961, la prestigieuse maison PSA Peugeot-Citroën érige un établissement manufacturier dans les terres de Chartres-de-Bretagne. Cet événement coïncide avec une accélération sensible de l’exode rural, amenant de nombreux paysans à embrasser la condition ouvrière, phénomène qui engendra l’émergence de ce que l’on nomma, avec une certaine acuité, les « ouvriers-paysans ». La composition sociologique de ces nouveaux prolétaires se caractérise principalement par des familles issues des couches moyennes, où deux tiers des ménages se trouvent investis dans la sphère laborieuse. En 1975, il convient de noter que la jeunesse prédomine fortement, avec quarante pour cent de la population n’ayant pas encore atteint l’âge de vingt ans. Quant aux habitations édifiées durant cette période faste, elles incarnent avec éclat les canons de la modernité triomphante : chauffage centralisé, vastes pièces baignées de lumière, et espaces extérieurs généreusement pourvus en aires de stationnement. Le quartier de Villejean devient ainsi un parangon de ce que l’on pourrait décrire comme un "progrès social démocratisé", offrant à la fois confort matériel et accès à une forme inédite de bien-être collectif. Lors de l’édification de ce même quartier, il est notoire que la moitié des logements appartinrent à la catégorie des habitations à loyer modéré, communément désignées par le sigle HLM, ce qui favorisa une forte mixité sociale, contribuant à forger le caractère hétéroclite de la population résidente.[réf. nécessaire].

#### Années 70: un quartier en crise
Au cours des années 1970, avec l'émergence de la crise industrielle et l'écoulement du temps, le quartier de Villejean se trouve insidieusement frappé par une décrépitude certaine et une désaffection manifeste. Les stigmates du chômage commencent à se faire cruellement sentir, affectant la vitalité socio-économique du lieu ; les édifices, naguère témoins d'une certaine prospérité, se couvrent d'une patine morose, tandis que l'attrait économique de la région se dissipe inexorablement. Le tissu social, autrefois composé en partie de classes moyennes, cède progressivement sous le poids des vicissitudes, abandonnant place à des couches plus populaires. Sur la dalle Kennedy, les commerces, autrefois florissants, ferment leurs portes les uns après les autres, laissant derrière eux un vide tangible. Les logements HLM, symbole de l'habitat social, sont désormais attribués en priorité aux individus les plus durement éprouvés par les aléas de la crise économique, parmi lesquels les chômeurs et les immigrés se comptent en grand nombre. C'est ainsi que Villejean, autrefois quartier de dynamisme, se mue peu à peu en un espace où se côtoient des cultures plurielles.

#### Années 2000: arrivée du métro et requalification urbaine
Dans les années 80, la cité de Rennes, soucieuse de remédier à l'atonie relative qui affectait le quartier de Villejean, s'attacha à l'élaboration du projet du VAL, dans l'optique de restaurer la vitalité urbaine, de rétablir la connexion de Villejean avec le cœur battant de la ville, et de redonner à son environnement un caractère plus harmonieux. C'est dans cette perspective que la municipalité se tourna vers l'aménagement d'espaces de verdure, la création de nouveaux commerces sur une dalle réaménagée et l'implantation d'aires de jeux, le tout dans le but de rendre cette portion de la ville plus avenante aux yeux de ses habitants comme de ses visiteurs. La rénovation progressive des façades des bâtiments accompagna ce processus de transformation. Au seuil des années deux mille, la ville investit une somme considérable de cinquante-deux millions d'euros dans la requalification de la dalle Kennedy, traduisant sa volonté résolue d’insuffler un nouvel élan à ce territoire. Avec l'inauguration du métro, le quartier de Villejean parvint à recouvrer une nouvelle vigueur, tandis que son accessibilité se trouva notablement renforcée par l'établissement d'un axe ouest-est accru. Le métro, en outre, parvint à rompre la barrière géographique et symbolique que constituaient le campus universitaire de Rennes 2, le centre hospitalier universitaire et la voie ferrée, permettant ainsi de rétablir un lien direct et fluide entre Villejean et son centre-ville, autrefois altéré par ces obstacles. 

#### Années 2020
La requalification du quartier, à la suite de l'implantation du métro, n'a touché que les infrastructures publiques. En revanche, le parc immobilier, en dépit de cette amélioration, demeure obsolète, engendrant des difficultés relatives à la salubrité et à l’isolation énergétique. Il convient de noter qu'une association de résidents exprime une inquiétude quant au fait que Villejean pourrait être négligé par rapport à d'autres quartiers considérés comme prioritaires dans la ville.
En l'an 2022, un grand chantier de réhabilitation de l'incinérateur de déchets fut entrepris afin de procéder au renouvellement intégral des équipements destinés à la gestion des déchets. Ce vaste programme visait non seulement à moderniser les installations de traitement et à améliorer l'épuration des fumées, mais également à accroître ultérieurement la production énergétique tout en réduisant l'empreinte écologique de l'usine. La réactivation de cette infrastructure, dont le retour à pleine capacité était initialement envisagé pour la fin de l'année 2023, est désormais prévue pour le milieu de l'année 2025.  

### Activités
Dans le quartier, plusieurs établissements d'enseignement supérieur sont établis, parmi lesquels le Campus de Villejean, comprenant notamment l’Université Rennes 2, l’Université Rennes 1, ainsi que l’École des Hautes Études en Santé Publique (EHESP). Par ailleurs, d'autres institutions se trouvent dans le quartier, telles que l’Institut de Formation aux Professions de l’Enfance et du Kine (IFPEK), une partie de l’École Supérieure de Commerce (ESC) de Rennes, et divers instituts de formation du Centre Hospitalier Universitaire (CHU), dont l’Institut de Formation en Soins Infirmiers (IFSI). On dénombre ainsi une population étudiante considérable, estimée à environ 25 000 individus, dont une majorité est inscrite à l’Université Rennes 2, représentant 40,3 % des personnes âgées de 19 ans et plus poursuivant des études. En conséquence, tandis que la partie occidentale du quartier se distingue par la présence d’habitations et de commerces, la partie orientale est principalement vouée aux activités, abritant d’une part les établissements d’enseignement supérieur susmentionnés, et d’autre part une zone d’entreprises, incluant le technopôle d’Atalante-Villejean. Ce dernier regroupe des entreprises du secteur de la santé telles que Boiron, Air de Bretagne, Biotrial et Atalante Pathologie, non loin de l’hôpital. Cette zone est également marquée par l’existence de deux lycées : le Lycée Coëtlogon et le Lycée Victor et Hélène Basch.
Du fait de cette importante superficie, le quartier peut ainsi être distingué en trois unités suivant les trois stations de métro le desservant : Kennedy qui désigne la partie d'habitat autour de la dalle éponyme, Villejean qui désigne davantage le campus et ses abords, et enfin Pontchaillou, le principal site du CHU de Rennes. En plus du métro, de nombreuses lignes de bus desservent Villejean, notamment les lignes C4, 14, 31, 52 et 76 qui y transitent mais aussi celles qui effectuent leur terminus auprès de la station Villejean-Université : 12, 65, 68, 77, 78, 81, 82, 152ex et 168ex.

### Commerces et équipements
- Station de métro : J.F. Kennedy, Villejean - Université et Pontchaillou
- Piscine de Villejean
- Campus de Villejean
- Le Tambour
- Bibliothèque Villejean
- Stade Robert-Poirier
- Parc du Berry
- Dalle Kennedy : centre commercial et administratif
- Centre Commercial Flandres
- Centre Commercial Churchill
- Lycée Victor et Hélène Basch
- Lycée Coëtlogon
- Collège Rosa Parks (sur 2 sites : Rue du Bourbonnais et Rue de Gascogne)
- École maternelle et élémentaire Andrée Chedid
- École maternelle et élémentaire Guyenne
- École maternelle et élémentaire Jean Moulin
- École Maître Crêpier et Cuisinier
- Centre Culinaire Contemporain
- Hôpital de Pontchaillou
- Cités universitaires : Alsace, Languedoc, Villejean Ouest.
- Maison de Quartier de Villejean
- McDonald
- Maison verte
- Square Ile de France
- Maison de Retraite Raymond Thomas

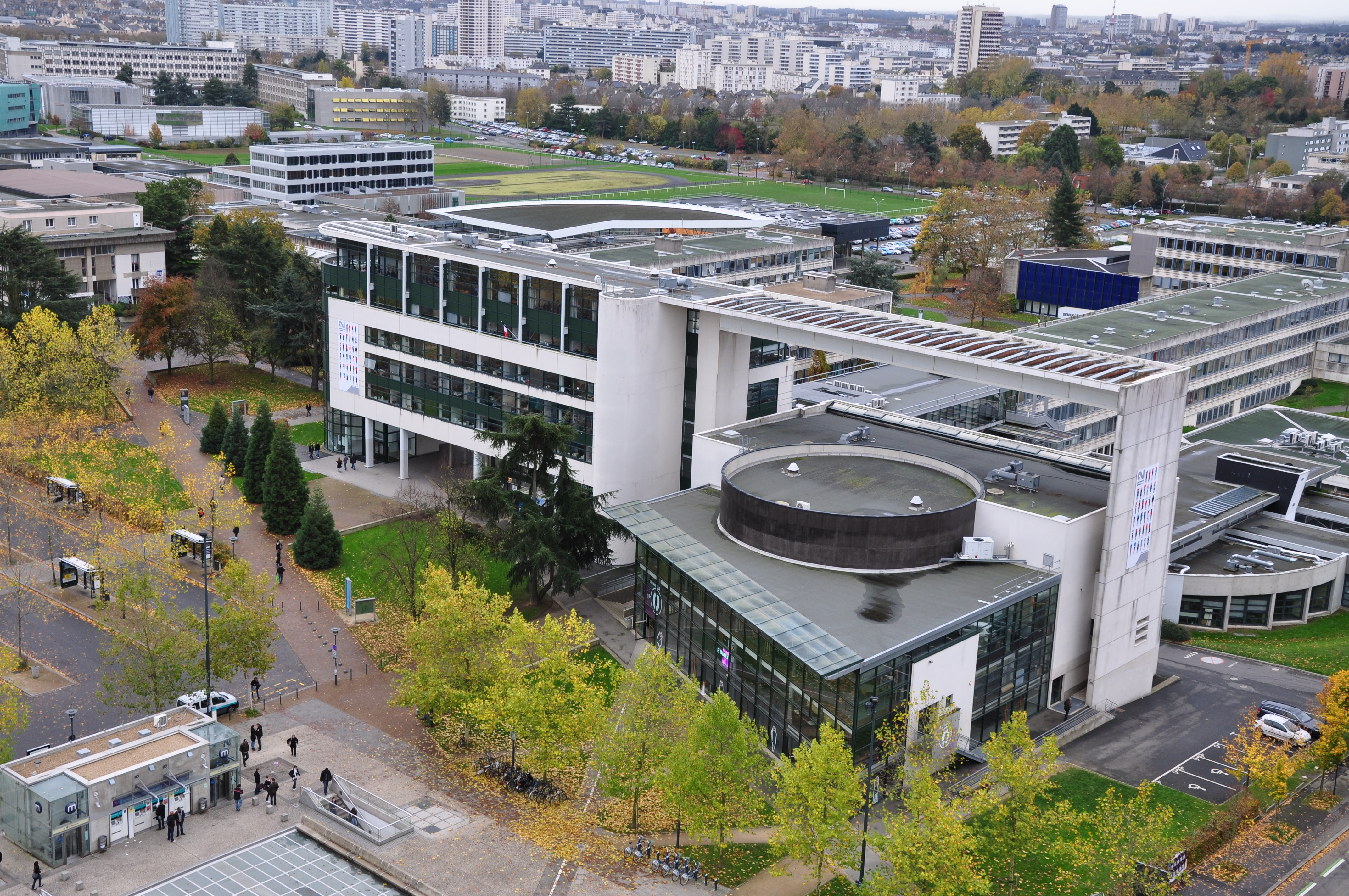
Le campus de Villejean
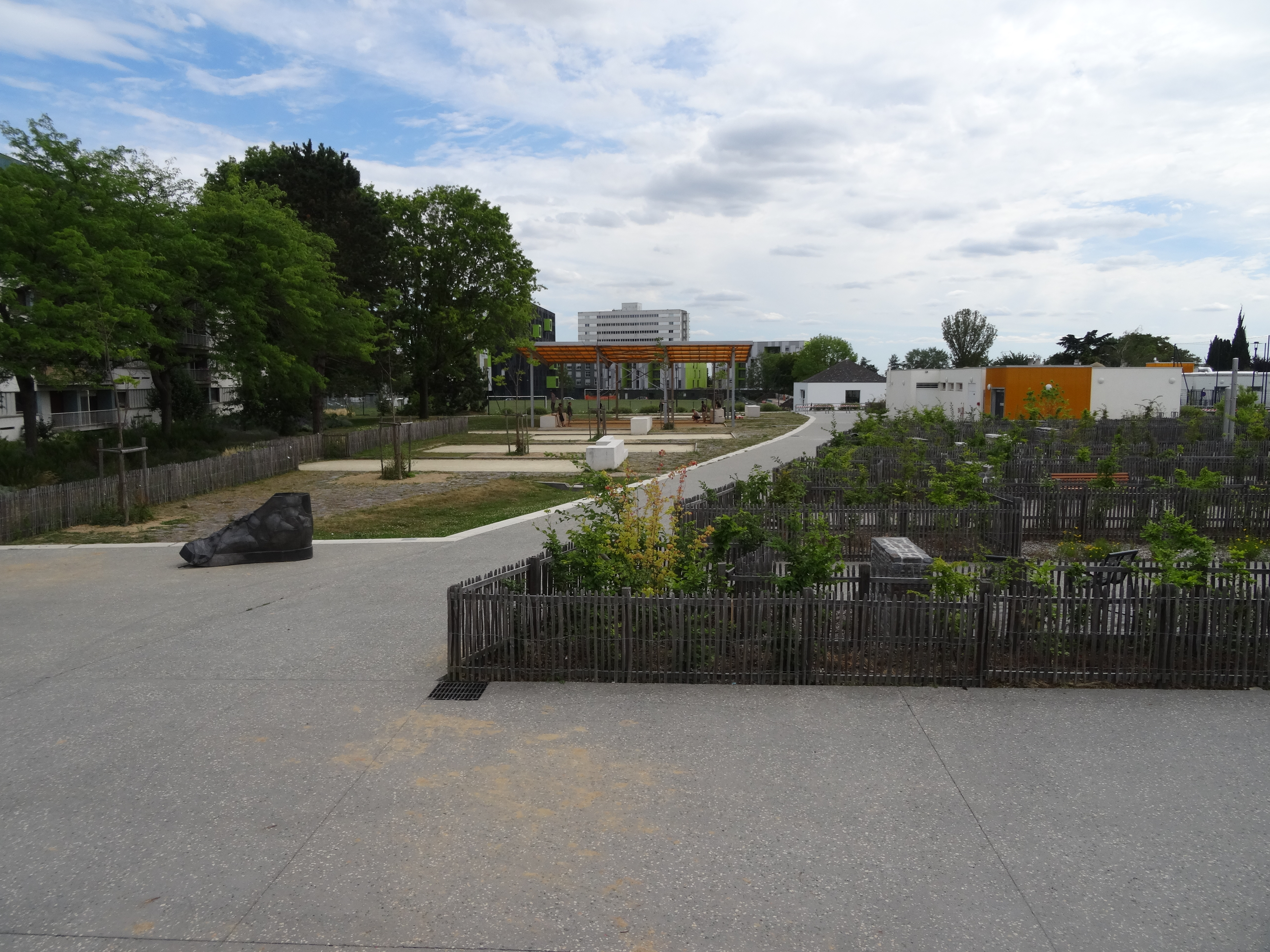
Parc du Berry
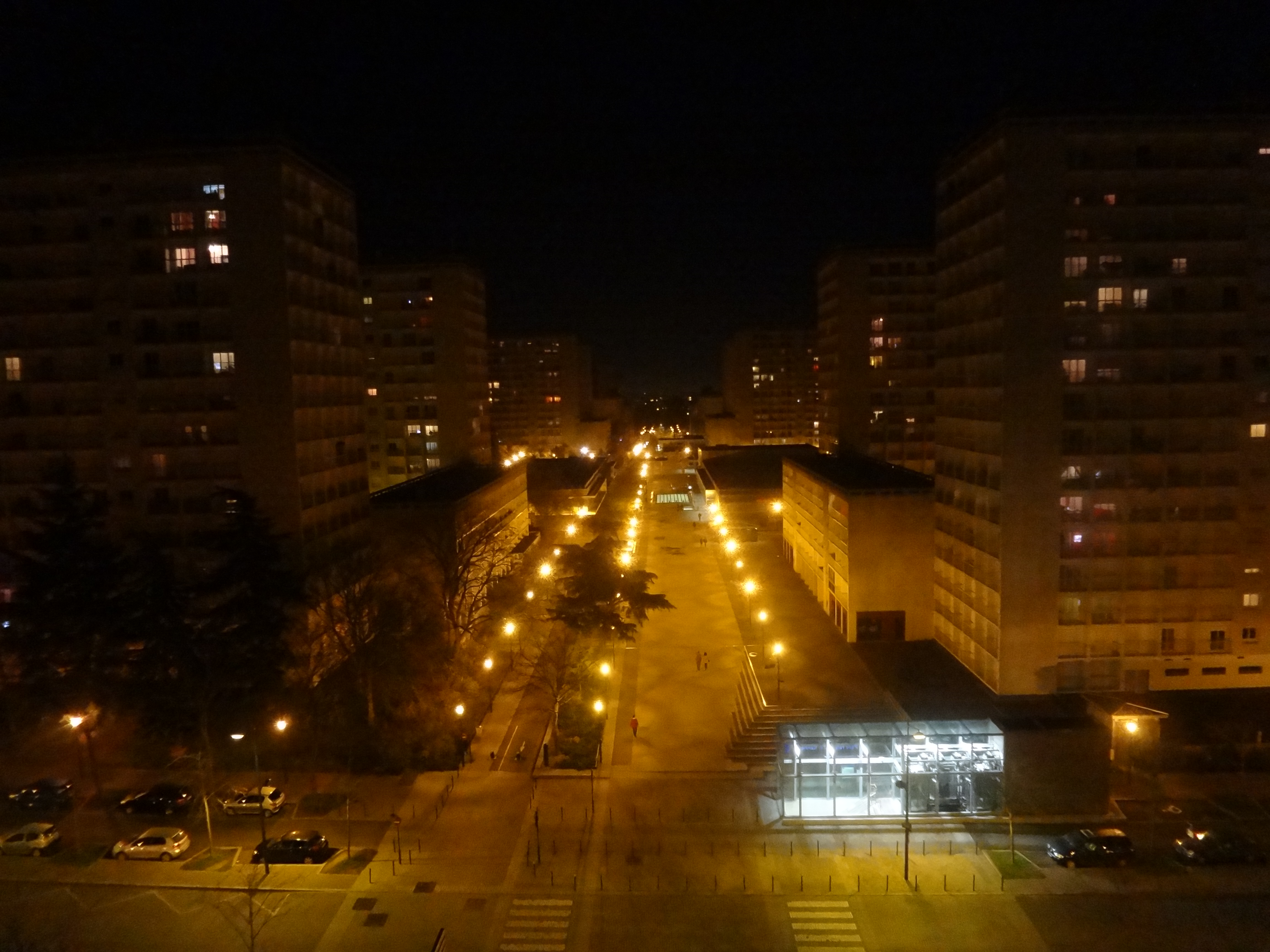
Dalle Kennedy
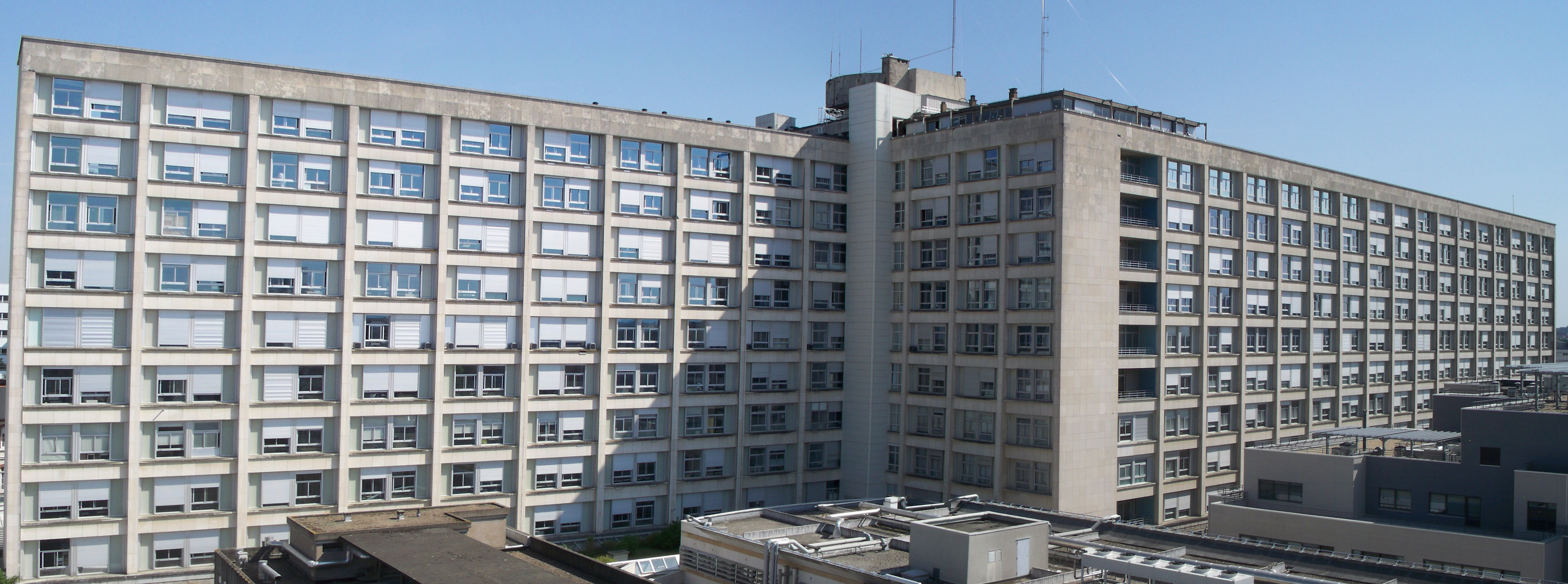
Hôpital de Pontchaillou

### Voies principales
- Boulevard d'Anjou
- Avenue Gaston Berger
- Rue Henri Le Guilloux
- Boulevard Saint-Jean-Baptiste de La Salle
- Avenue Sir Winston Churchill
- Rue du Nivernais

## Beauregard

### Toponymie
Beauregard : forteresse ou village beau à voir, disposant d'une belle vue.

### Histoire
Beauregard est urbanisé plus récemment et en pleine évolution, séparé de Villejean par l'avenue Charles Tillon. Il est composé d'un pôle administratif au sud et du nouveau quartier de Beauregard, composé de trois ZAC : ZAC de Beauregard, ZAC de Beauregard-Quincé et ZAC des Portes de Saint-Malo.
Au début des années 1990, le nord de Beauregard est l'un des derniers grands espaces ruraux de la ville de Rennes. Le projet incarne une forme originale d'extension urbaine, respectueuse d'un paysage composé de haies bocagères et d'arbres centenaires. Le quartier s'est construit progressivement par les trois ZAC successives : Beauregard, Beauregard-Quincé et Porte de Saint-Malo.
En novembre 2023, le département annonce l'ouverture d'un collège public dans le quartier à horizon 2029, en raison de la progression démographique du quartier. Ce collège aura une capacité d'accueil de 600 à 700 élèves.

#### Pôle administratif de Beauregard Sud
La zone d'aménagement du sud du quartier est créée en 1971 associant un pôle administratif et des activités économiques. Entre les avenues Charles Tillon et Cucillé, se développe une importante fonction administrative avec la présence du Conseil départemental d'Ille-et-Vilaine et de la préfecture d'Ille-et-Vilaine qui louera ses bureaux au Conseil départemental avant son déménagement dans le nord de Rennes en septembre 2022,. 
De l'autre côté de l'avenue du Bois Labbé, sont implantés des équipements pensés en même temps que le quartier de Villejean, telles qu'une caserne de pompier et une usine de traitement des eaux, en lisière de la rocade. Dans la continuité, plusieurs entreprises sont présentes dans la zone d'activité André Meynier, à proximité desquelles on retrouve également le campus de la Harpe, qui accueille principalement l'UFR Activité Physique et Sportive de l'Université Rennes 2. Autour sont implantés également plusieurs terrains et salles de sport. D'autres établissements d'enseignements supérieurs sont situés à proximité immédiate, notamment des classes préparatoires aux concours ainsi que la faculté d'étiopathie. Côté enseignement supérieur, sont également présents dans le quartier l'IRTS et l'ESC.

#### ZAC de Beauregard
La ZAC de Beauregard démarre en 1993 sur 71 hectares et comprend 3 400 logements. Les premiers sont construits en 1997 et la majorité du quartier est finalisé au début des années 2010. Cette première tranche inclut notamment la résidence Salvatierra, projet précurseur dans l'habitat passif, ainsi que le nouveau Frac de Bretagne, inauguré en 2012.
Cet espace représente le cœur du quartier, avec notamment l'avenue Cucillé, desservi par les lignes d'autobus C4, 12 et 14, et son centre commercial[réf. souhaitée].

#### ZAC de Beauregard-Quincé
La ZAC de Beauregard-Quincé, qui s'étend sur 27 hectares, est construite entre 2005 et 2023, incluant près de 1 500 logements. Un immeuble d'habitation en bois de six étages, le plus haut de Bretagne, se construit pour une livraison prévue en 2024,. Cette ZAC comprend la tour Chromosome, haute de 18 étages et bâtie sur un point haut de Rennes, elle est livrée en 2022, devenant ainsi avec la Tour des Horizons et la Tour de l’Éperon un des points culminants de Rennes. 
Cette ZAC inclut une ferme urbaine de 4 hectares, qui ouvre ses portes en 2021. S'y trouve également le parc de Beauregard-Quincé, inauguré en 2023, une zone naturelle humide de 12 hectares,.

#### ZAC de la Porte de Saint-Malo
Enfin, la ZAC de la Porte de St-Malo s'étend sur 10 hectares avec 440 logements prévus au terme de l'aménagement en 2027.

### Commerces et équipements
- Parc de Beauregard
- Association 3  Regards - Maison de Quartier Le Cadran, la Maison du Parc et la Ferme de la Harpe
- FRAC Bretagne
- Archives départementales d'Ille-et-Vilaine
- Complexe sportif et gymnase de Beauregard
- Complexe sportif La Harpe
- Centre commercial Cucillé
- Campus de la Harpe
- Askoria (anciennement IRTS)
- Rennes School of Business (anciennement ESC Rennes)
- Chambre de commerce et d'industrie de Rennes
- École primaire Sonia Delaunay
- École primaire Nelson Mandela
- Ferme de Quincé
- Le Garage, un des lieux du CCNRB
- Alignement du XXIe siècle
- Cités universitaires : La Harpe, Barbara, Beauregard.
- Jardins familiaux de Beauregard

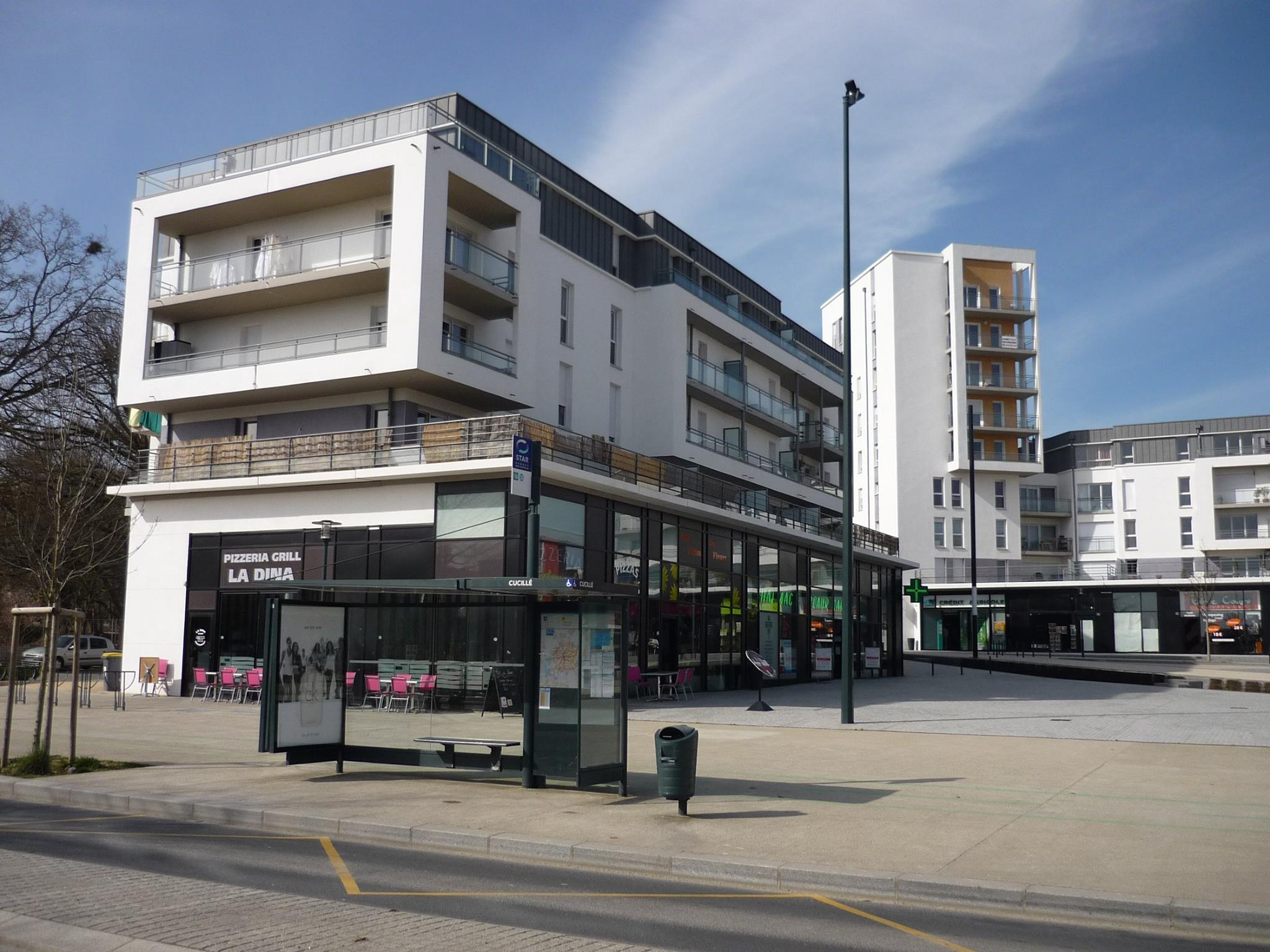
Pôle commercial Beauregard
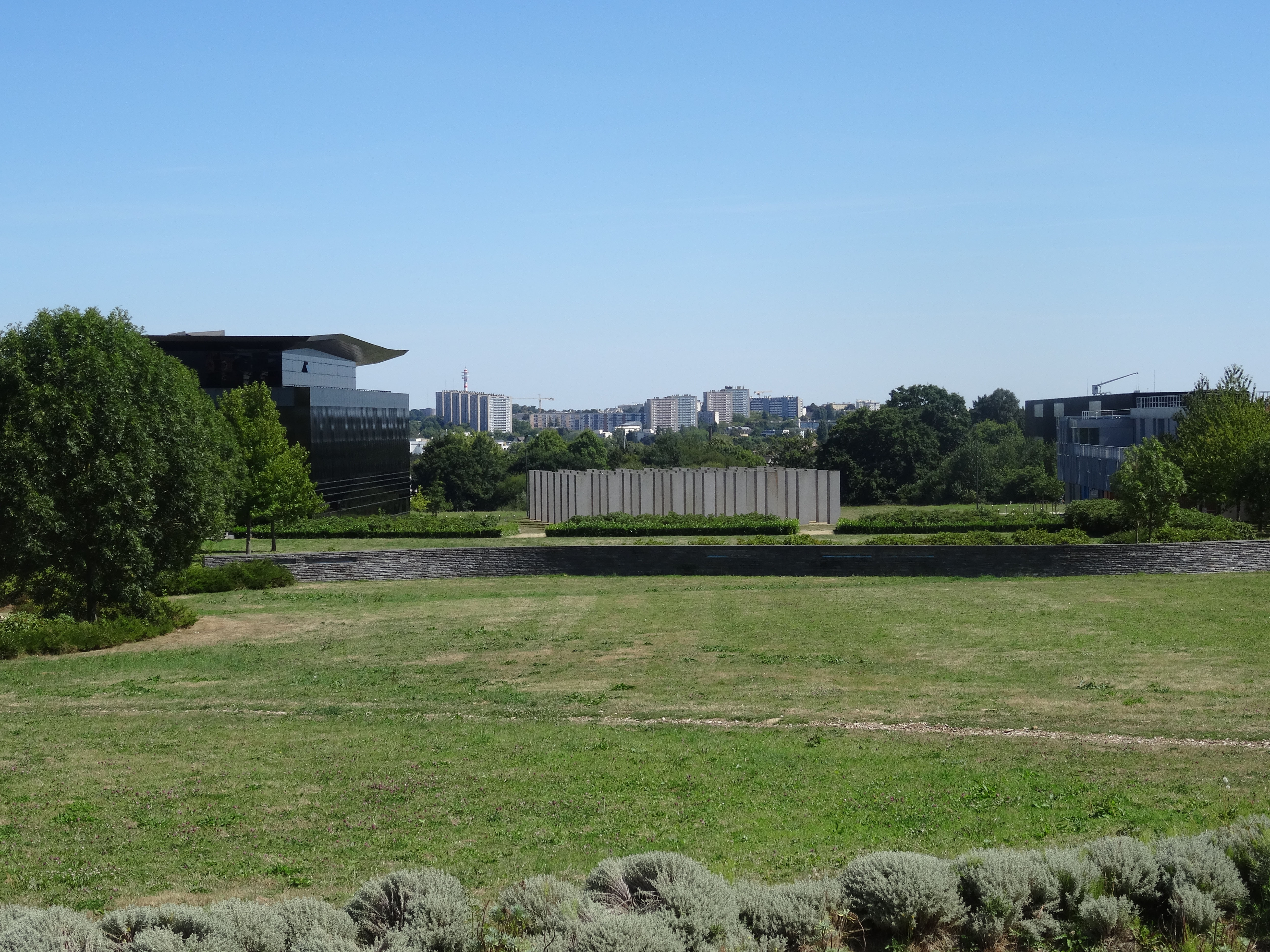
Parc de Beauregard, au fond les tours de Maurepas
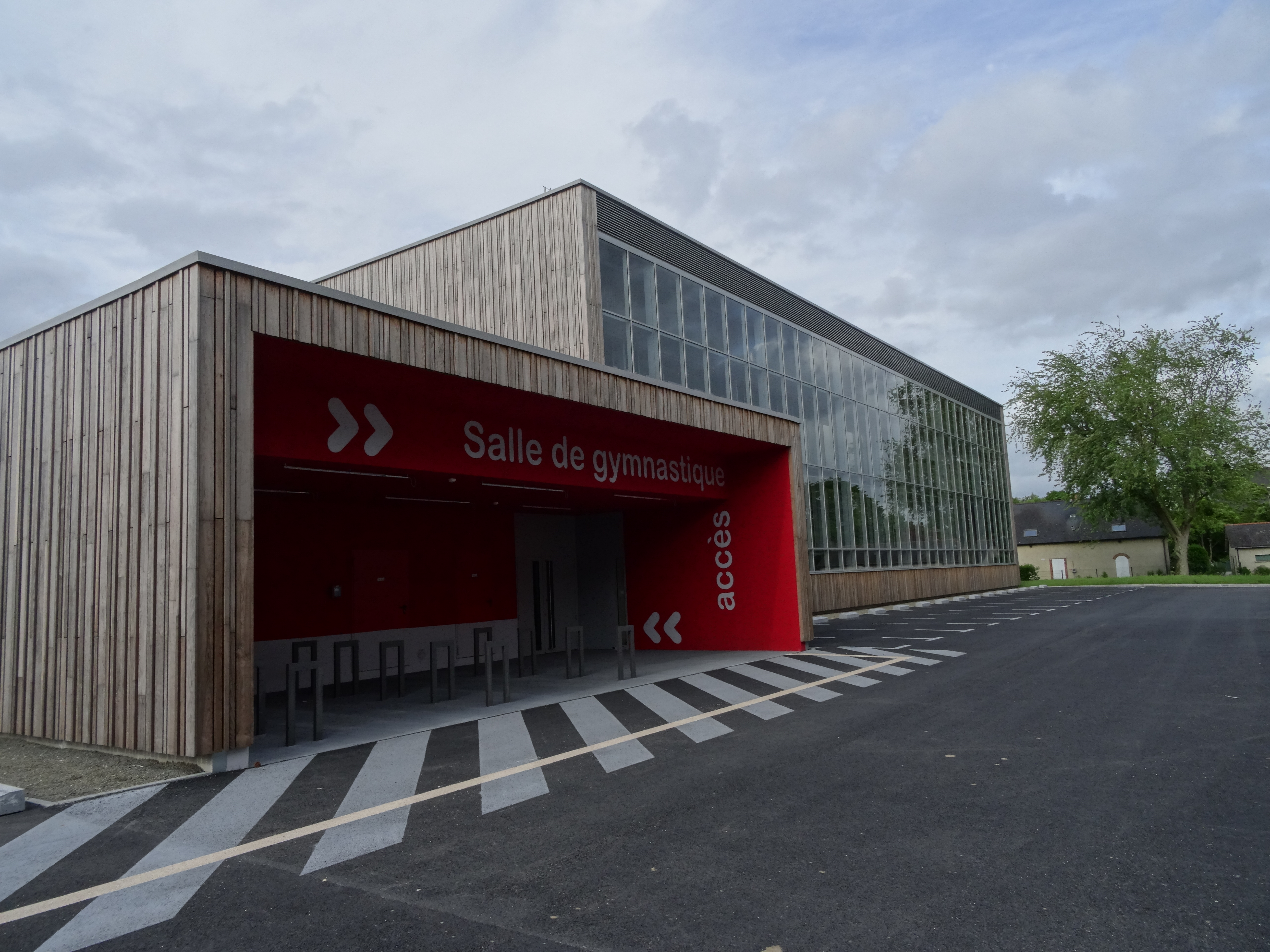
Salle de gymnastique sur le campus de la Harpe
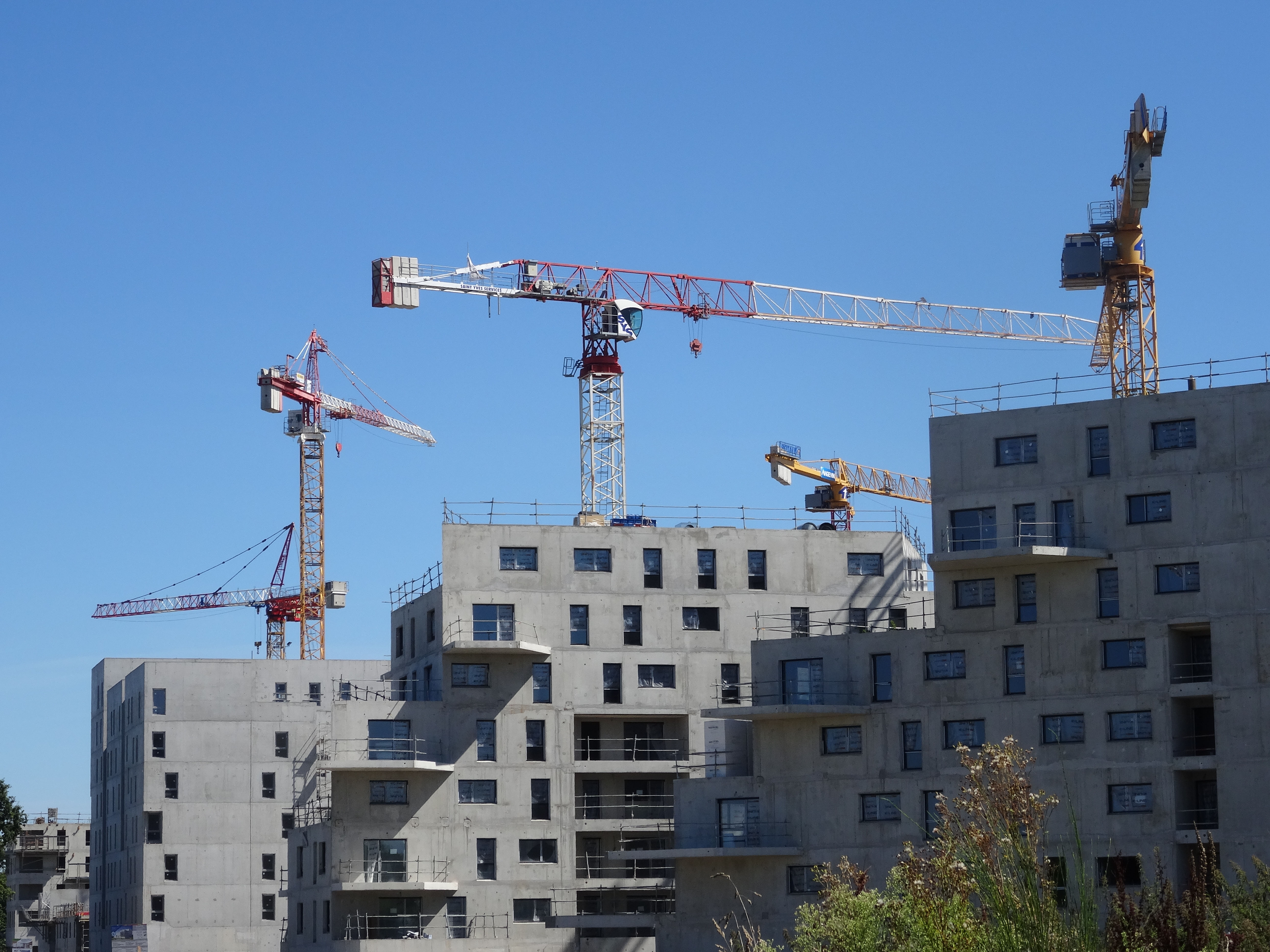
Beauregard, un quartier en pleine évolution

#### Voies principales
- rue Aurélie Nemours
- avenue du Bois Labbé
- avenue de Cucillé
- boulevard de la Robiquette
- avenue Charles Tillon

## Lande du Breil
Il s'agit d'une vaste zone rurale de près de 450 ha située à l'extérieur de la rocade de Rennes. Outre le parc de Villejean et le lycée agricole, on y trouve de l'habitat épars (lieux-dits) et des parcelles cultivées. Cette zone est reliée à Villejean par le passage du Rouergue, tunnel sous la rocade débouchant dans le parc, et à Beauregard par une passerelle proche de La Harpe (Allée Jeanne Laurent) ainsi qu'un pont conduisant au lycée agricole (Rue Fernand Robert). Le quartier n'est desservi par les transports en commun que par la ligne 35 du STAR, qui est surtout à destination des lycéens (le terminus est dans l'enceinte du lycée) mais qui est à disposition de tout public.
La Lande du Breil, aux confins de Rennes, Pacé et Montgermont s'inscrit donc pleinement dans la ceinture verte propre à l'agglomération rennaise

### Commerces et équipements
- Parc de Villejean
- Lycée Lande du Breil (qui depuis 2015 a pris le nom de Centre Pier Giorgio Frassati au sein du groupe Antoine de Saint-Exupéry)
- Jardins familiaux de Pont-Lagot, de Villejean - Le Breil

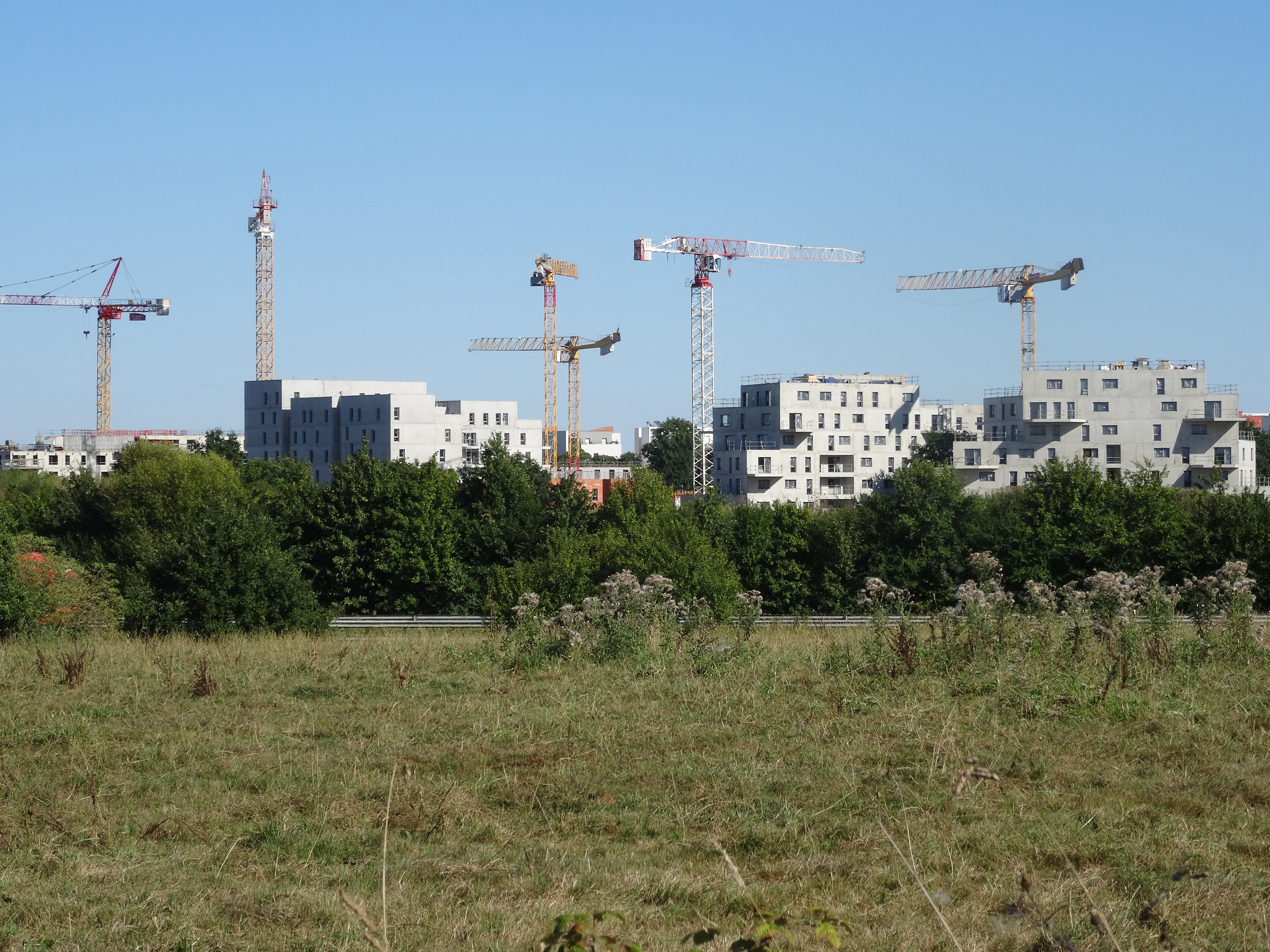
Beauregard vu depuis la Lande du Breil
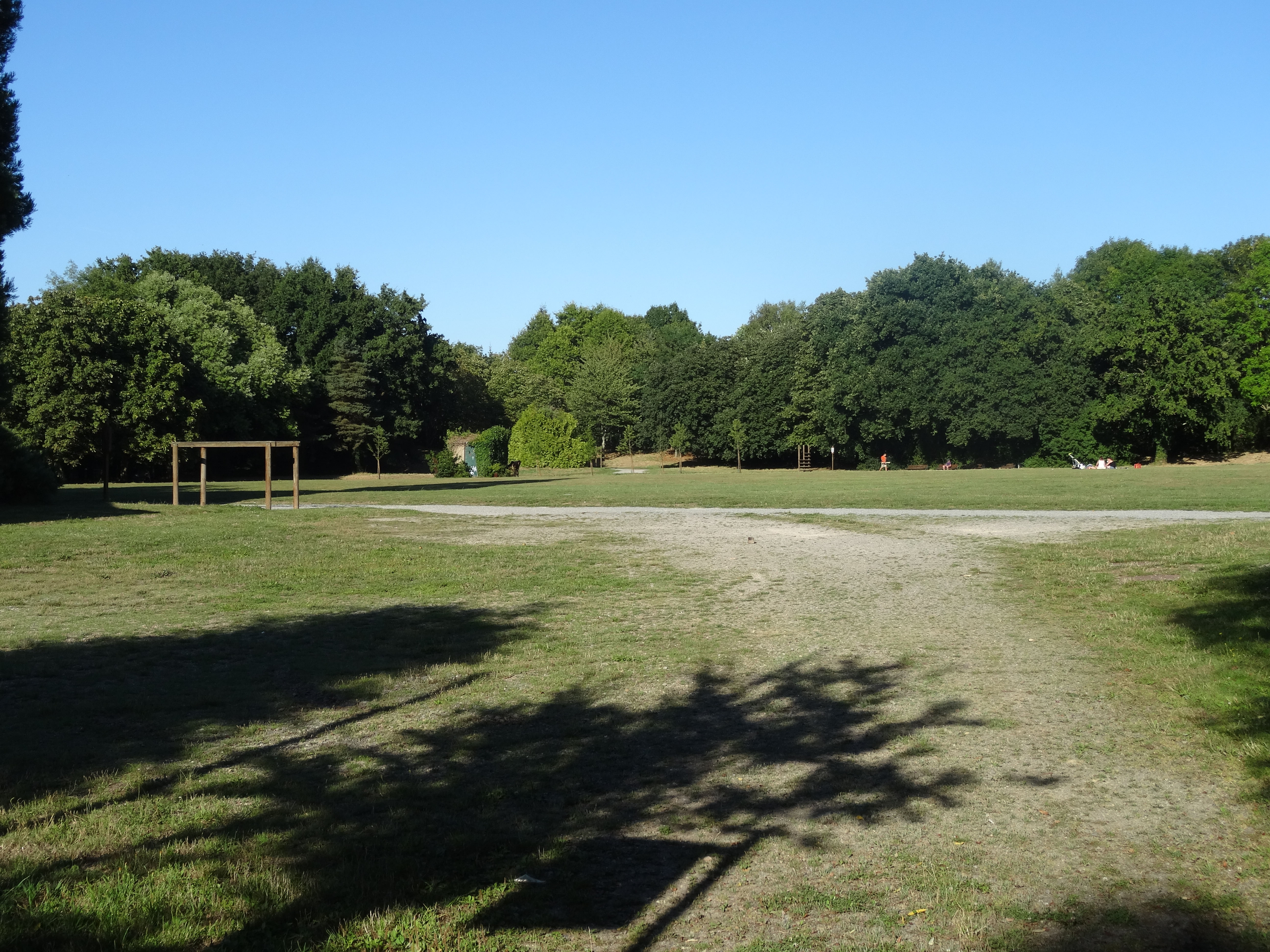
Parc de Villejean
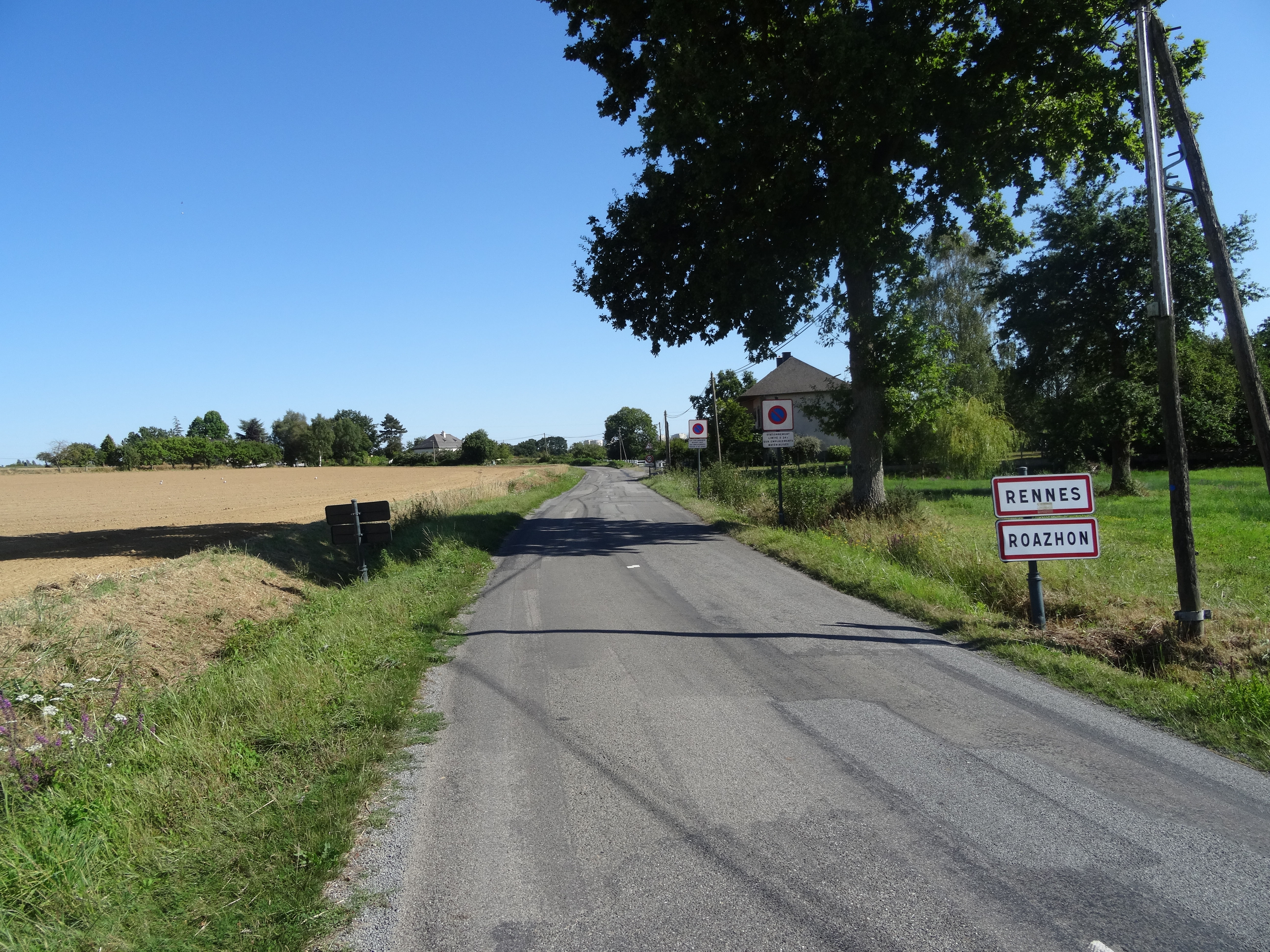
Entrée de Rennes en rase campagne
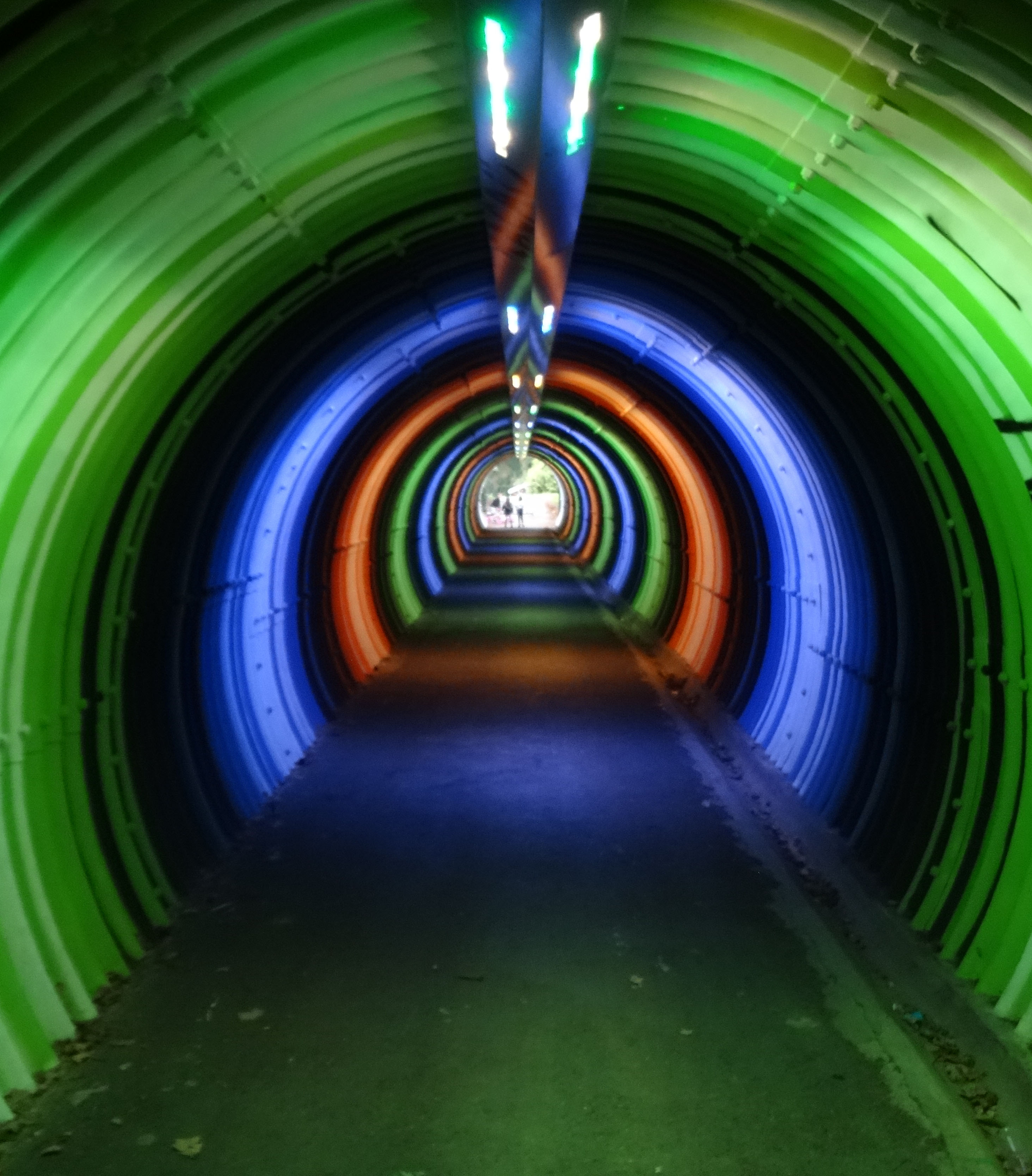
Le tunnel qui relie Villejean à son parc

#### Voies principales
- rue de la Lande du Breil
- rue Fernand Robert
- rue de Pont Lagot